# Barbie: Cổ tích dưới đáy biển
Barbie: Cổ tích dưới đáy biển (Barbie Fairytopia: Mermaidia) là một bộ phim hoạt hình Barbie 2006 của đạo diễn Walter P. Martishius và William Lau, sản xuất bởi Mainframe Entertainment.